# اشيل البرتي
اشيل البرتي (و. 1860 – 1943 م) هو فنان من مملكة إيطاليا، ولد في ميلانو، توفي عن عمر يناهز 83 عاماً.

## التعليم
تعلم في أكاديمية بريرا
.